# Cremanthodium arnicoides
Cremanthodium arnicoides là một loài thực vật có hoa trong họ Cúc. Loài này được (DC. ex Royle) R.D.Good mô tả khoa học đầu tiên năm 1929.